# Galeandra camptoceras
Galeandra camptoceras är en orkidéart som beskrevs av Rudolf Schlechter. Galeandra camptoceras ingår i släktet Galeandra och familjen orkidéer. Inga underarter finns listade i Catalogue of Life.